# Règlement Produits de construction
Pour les articles homonymes, voir RPC.
Le Règlement Produit de Construction (RPC) ou Règlement n°305/2011 est un règlement de l'Union européenne s'appliquant aux produits de construction. Ce règlement établit les conditions de commercialisation de ces produits sur le marché de l'Union européenne. Il oblige notamment le fabricant à établir une déclaration de performances et à apposer le marquage CE sur son produit.

## Définition d'un produit de construction
Au sens du RPC, un produit de construction est un produit ou un kit fabriqué et mis sur le marché pour être incorporé de manière permanente dans des ouvrages de construction (bâtiments ou ouvrages de génie civil) ou des parties d’ouvrages dont la performance influe sur la performance des ouvrages de construction dans le respect des exigences de base pour les ouvrages de construction.
Les exigences de base pour les ouvrages de construction sont :
- résistance mécanique et stabilité ;
- sécurité en cas d'incendie ;
- hygiène, santé et environnement ;
- sécurité d’utilisation et accessibilité ;
- protection contre le bruit ;
- économie d'énergie et isolation thermique ;
- utilisation durable des ressources naturelles.

## Commercialisation d'un produit de construction

Le marquage CE est obligatoire pour la mise sur le marché des produits de construction.

En Union européenne, un produit de construction conforme au RPC reçoit le marquage CE, qui permet la mise sur le marché et la libre circulation du produit dans l'espace économique européen,. Ce marquage CE signifie que le produit répond soit aux exigences de l'annexe ZA d'une norme européenne harmonisée, soit a obtenu une évaluation technique européenne (ETE).
Pour le fabricant du produit, le marquage CE implique de garantir la conformité des performances du produit vendu aux performances déclarées. Il est de sa responsabilité de les obtenir en utilisant la spécification technique européenne appropriée.

### Normes européennes harmonisées
Les normes européennes harmonisées sont les normes élaborées par les organismes européens de normalisation en réponse à un mandat de normalisation transmis par la Commission européenne. Les organismes européens de normalisation sont le Comité européen de normalisation (CEN), le Comité européen de normalisation en électronique et en électrotechnique (CENELEC) et l’European Telecommunications Standards Institute (ETSI). La norme harmonisée est publiée au journal officiel de l'Union européenne (JOUE). À partir de la publication au JOUE, le fabricant a obligation de faire apposer le marquage CE sur son produit.

### Évaluation technique européenne
Lorsqu'il n'existe aucune norme harmonisée sur un produit, le fabricant peut demander une évaluation technique européenne (ETE) sur la base d’un document d’évaluation européen (DEE), publié au JOUE. Cette démarche est volontaire. Si le fabricant souhaite vendre son produit dans un nombre de pays limités de l'Union européenne, il peut appliquer les procédures nationales d'évaluation des produits des pays de vente.
L'ETE succède aux agréments techniques européens (ATE). Elle est délivrée par un organisme d'évaluation technique. Le DEE est élaboré et adopté par l'organisation européenne pour l’évaluation technique (EOTA). Si un fabricant souhaite obtenir un ETE pour un produit qui n'a pas encore de DEE, l'organisme d'évaluation technique qu'il a missionné doit en premier lieu développer le DEE en coordination avec l'EOTA et en étroite collaboration avec le fabricant.
L'élaboration d'un nouveau DEE est subordonnée au premier produit faisant l'objet d'une ETE : ce premier produit sert de référence pour rédiger le DEE. Il en résulte le risque que ce soit le fabricant qui choisisse les caractéristiques techniques essentielles à tester sur une famille de produits, caractéristiques qui ne prennent pas forcément en compte l'ensemble des usages du produit sur l'ensemble de pays constituant l'Union européenne.